# تششوو
تششوو (به چکی: Češov) یک منطقهٔ مسکونی در جمهوری چک است که در شهرستان ییچین واقع شده‌است.